# Hugo Cederschiöld (1878–1968)
Hugo Montgomery Cederschiöld, född  25 september 1878 i Stockholm, död 17 mars 1968, var en svensk militär (general) och chef för H.M. Konungens stab 1950–1963.

## Biografi
Cederschiöld blev underlöjtnant vid Svea livgarde (I 1) 1898, löjtnant 1903, kapten 1912, major 1921, överstelöjtnant 1926, överste 1930, generalmajor 1937, generallöjtnant i generalitetets reserv 1950 och general i reserven 1963.. Cederschiöld var lärare vid infanteriets stridsskola 1919–1923, chef där 1926–1931, sekundchef vid Livregementets grenadjärer (I 3) 1931–1936 och vid Svea livgarde (I 1) 1936–1938. Han var kommendant i Stockholm 1938–1945, försvarsområdesbefälhavare 1942–1945 och tillförordnad inspektör för infanteriet 1940.
Han blev ordonnansofficer hos hertigen av Skåne 1904 (kommenderad till tjänstgöring 1903), adjutant hos kronprinsen 1912, chef för kronprinsens stab 1930 och för kungens stab 1950. Cederschiöld var ledamot av ett flertal kommittéer, verksam inom frivilliga skytte- och landstormsrörelsen, var president i Svensk-engelska föreningen 1939–1955 samt var guvernör i Rotary International 1948–1950. Han blev ledamot av Kungliga Krigsvetenskapsakademien 1929.
Cederschiöld var son till generaltulldirektören Staffan Cederschiöld och Sophie Montgomery-Cederhielm. Han gifte sig 1908 med friherrinnan Margareta Wrangel von Brehmer (1888-1967), dotter till överstekammarjunkare, friherre Wolmer Wrangel von Brehmer och grevinnan Ingeborg Ehrensvärd. Han var far till Wolmer (1910–1985), Hugo (1915–1982), Margareta (född 1921) och Ingeborg (1923–2007). Cederschiöld vilar på Hyby nya kyrkogård i Skåne.

## Utmärkelser

### Svenska utmärkelser
- Konung Oscar II:s och Drottning Sofias guldbröllopsminnestecken, 1907.[4]
- Minnestecken med anledning av Konung Gustaf V:s 90-årsdag, 1948.[4]
- Minnestecken med anledning av Konung Gustaf V:s 70-årsdag, 1928.[4]
- Minnestecken med anledning av Kronprins Gustafs och Kronprinsessan Victorias silverbröllop, 1906.[4]
- Kommendör med stora korset av Svärdsorden, 6 juni 1945.[5]
- Kommendör av första klass Svärdsorden, 6 juni 1936.[4]
- Kommendör av Svärdsorden, 16 juni 1933.[4]
- Riddare av Svärdsorden, 6 juni 1919.[4]
- Riddare av Nordstjärneorden, 10 december 1928.[4]
- Kommendör av första klass av Vasaorden, 6 juni 1941.[4]
- Riddare av Vasaorden, 6 juni 1924.[4]

### Utländska utmärkelser
- Riddare av andra klass med eklöv av Badiska Zähringer Löwenorden, 1 juli 1909.[4]
- Kommendör av Belgiska Leopold II:s orden, senast 1931.[6]
- Storkorset av Danska Dannebrogsorden, senast 1955.[7]
- Kommendör av 1.graden Danska Dannebrogorden, senast 1945.[8]
- Kommendör av Danska Dannebrogorden, senast 1941.[9]
- Riddare av Danska Dannebrogsorden, 31 oktober 1903.[4]
- Officer av Estniska Vita stjärnans orden, 1923 eller 1924.[4]
- Storkorset av Etiopiska Stjärnorden, senast 1955.[7]
- Kommendör av Finlands Vita Ros’ orden, senast 1931.[6]
- Storkorset av Finlands Lejons orden, senast 1962.[2]
- Riddare av Franska Hederslegionen, 1925.[4]
- Riddare av Grekiska Frälsareorden, 1920.[4]
- Storkorset av Iranska Homa-Youneorden, senast 1962.[2]
- Storkorset av Isländska falkorden, senast 1962.[2]
- Storkorset av Nederländska Oranienhusorden, senast 1962.[2]
- Storkorset av Norska Sankt Olavs orden, senast 1955.[7]
- Kommendör av Norska Sankt Olavs orden, senast 1931.[6]
- Riddare av andra klass med krona av Oldenburgska Hus- och förtjänstorden, 1912.[4]
- Riddare av tredje klass av Preussiska Kronorden, 1912.[4]
- Storkorset av Rumänska Kronorden, senast 1941.[9]
- Kommendör av Spanska Militärförtjänstorden, senast 1931.[6]
- Storkorset av Storbritanniska Victoriaorden, senast 1962.[2]
- Officer av Storbritanniska Victoriaorden, 1920.[4]
- Kommendör av första klass av Storbritanniska Empireorden, senast 1955.[7]